# Sentido literal y sentido figurado
En lingüística, el sentido literal y el sentido figurado son distinciones que se dan cuando el significado de un mensaje es denotativo (es decir, el contenido del mensaje es igual a la forma), o connotativo (el contenido del mensaje es distinto a la forma en que se dice). Es decir, el sentido literal es explícito y el sentido figurado es implícito. Estos dos modos del lenguaje se dan en particular en los campos de la estilística, la retórica y la semántica. Un ejemplo de esta distinción literal/figurado es «latirle el corazón [a alguien]», que hace referencia al órgano vital, mientras que en «romperle el corazón [a alguien]» se hace referencia al desamor.
El lenguaje con sentido literal usa palabras exactamente de acuerdo con sus significados originales, convencionalmente aceptados (la llamada «definición de diccionario»). En cambio, el lenguaje en sentido figurado (que no figurativo) es aquel por el cual una palabra expresa una idea en términos de otra, apelando a una semejanza que puede ser real o imaginaria. Usa palabras de una manera que se desvían de su definición original con el propósito de transmitir un significado más complicado o un efecto más elevado.
El uso literal es el que confiere significado a las palabras, es decir, el significado que tienen per se, fuera de cualquier figura literaria. Mantiene un significado consistente independientemente del contexto, con el significado deseado correspondiente exactamente al significado de las palabras individuales. El uso figurado del lenguaje es el uso de palabras o frases que implica un significado no explícito que tiene un sentido alternativo.
Aristóteles y más tarde Quintiliano estuvieron entre los primeros analistas de retórica que expusieron las diferencias entre el sentido literal y el figurado.
Dentro del análisis literario, tales términos todavía se usan; pero dentro de los campos de la cognición y la lingüística, la base para identificar tal distinción ya no se usa.

## Sentido figurado en el análisis literario
El sentido figurado puede tomar múltiples formas, como símil o metáfora. La enciclopedia Merriam-Webster's Encyclopedia Of Literature clasificó en cinco categorías el sentido figurado: por semejanza o relación, por énfasis o subestimación, por figuras de sonido, por juegos verbales y por error.
Un símil es una comparación de dos cosas, indicadas por alguna preposición, generalmente «como» o «que», o un verbo como «parecer» para mostrar cómo son similares.
Ejemplo: «Sus mejillas eran como rosas, su nariz como una cereza... / Y la barba de su barbilla era tan blanca como la nieve». (símil para enfatizar) —Clemento Clark Moore.
Una metáfora es una figura retórica en la que se muestra que dos «cosas esencialmente distintas» tienen un tipo de parecido o crean una nueva imagen. Las similitudes entre los objetos que se comparan pueden estar implícitas en lugar de expresarse directamente. El crítico literario y retórico, I. A. Richards, divide una metáfora en dos partes: el vehículo y el tenor. El tenor es el tema de la comparación y el vehículo es el término metafórico en sí mismo, o para expresarlo de otra manera, el vehículo es la imagen que ilumina el tema de la metáfora.
Ejemplo: «La niebla va con pequeños pies de gato» —Carl Sandburg En este ejemplo, «pequeños pies de gato» es el vehículo que aclara el tenor, «niebla». Una comparación entre el vehículo y el tenor (también llamado teritium comparitionis) está implícito: «la niebla se desplaza silenciosamente como lo hace un gato».
Cuando una metáfora se continúa en varias oraciones o varios párrafos (profundizando en ella), se denomina alegoría.
Ejemplo: «El cielo sale de su ropa de día / Se pone su vestido de noche de seda. / Un séquito de murciélagos zumba y se balancea en el dobladillo ... Se ha probado todos los artículos de su guardarropa». Dilys Rose
La onomatopeya es una palabra diseñada para ser una imitación de un sonido.
La personificación es la atribución de una naturaleza o carácter personal a objetos inanimados o nociones abstractas, especialmente como una figura retórica.
Un oxímoron es una figura retórica en la que se usan juntos un par de términos opuestos o contradictorios para enfatizar.
Una paradoja es una declaración o proposición que es contradictoria, irrazonable o ilógica.
La hipérbole es una figura retórica que utiliza una declaración extravagante o exagerada para expresar sentimientos fuertes.
La alusión es una referencia a un personaje o evento famoso.
Un idiotismo es una expresión que tiene un significado figurativo no relacionado con el significado literal de la frase.
Un calambur es una expresión destinada a un efecto humorístico o retórico explotando diferentes significados de palabras.

## Modelo pragmático estándar de comprensión
Antes de la década de 1980, se creía ampliamente el modelo de comprensión «pragmático estándar». En ese modelo, se pensaba que el receptor primero intentaría comprender el significado como si fuera literal, pero cuando no se podía hacer una inferencia literal apropiada, el receptor cambiaría para buscar una interpretación figurativa que permitiera la comprensión. Desde entonces, la investigación ha puesto en duda el modelo. En las pruebas, se descubrió que el lenguaje figurativo se comprendía a la misma velocidad que el lenguaje literal; y, por lo tanto, la premisa de que el destinatario intentaba primero procesar un significado literal y la descartaba antes de intentar procesar un significado figurado parece ser falsa.

#### Opiniones contemporáneas
Comenzando con el trabajo de Michael Reddy en su obra de 1979 «La metáfora del conducto», muchos lingüistas ahora rechazan que haya una forma válida de distinguir entre un modo de lenguaje «literal» y «figurativo».